# Wamsler

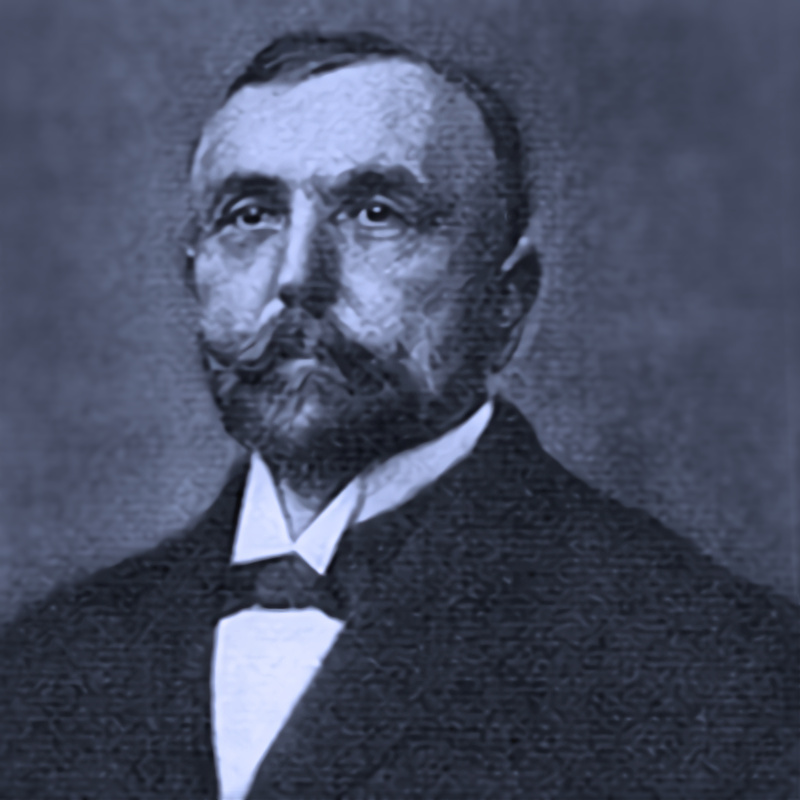
Friedrich Wamsler um 1880

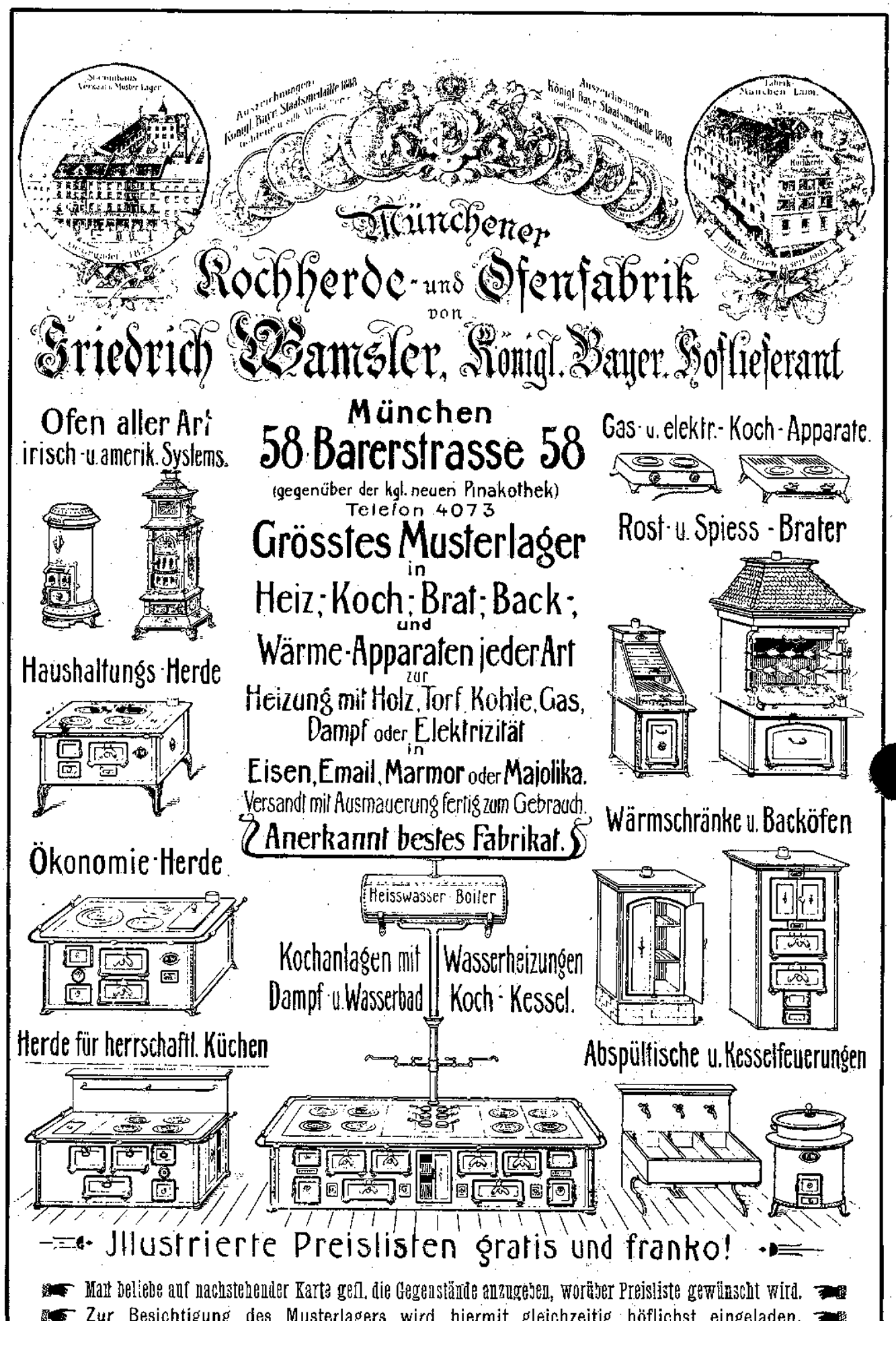
Alter Werbeprospekt

Unter der Traditionsmarke Wamsler treten zwei Hersteller von Herden bzw. Öfen auf, die beide auch das identische Logo benutzen.
Das Unternehmen wurde 1875 von Friedrich Wamsler sen. mit der Eröffnung seiner Werkstatt in München, Stadtteil Schwabing gegründet. Er entwickelte den ersten transportablen Sparkochherd mit dem ehemals patentierten bayerischen Doppelzug, bei dem die Abgase nochmal um das Bratrohr herumgeleitet werden, was den Wirkungsgrad deutlich erhöht.
Um 1900 erfolgte die Ernennung zum königlich bayerischen Hoflieferanten. 1901 war er der erste Mäzen des FC Bayern München und stellte ihm ein Grundstück an der Clemensstrasse in Schwabing zur Verfügung.
Die heutige Wamsler Haus- und Küchentechnik GmbH hat ihren Sitz in Ismaning bei München und vertreibt Holz- und Pelletkaminöfen, Werkstattöfen sowie Öleinzelöfen.
Seit 2005 werden von der Degrotec GmbH in niederbayerischen Viechtach Wamsler-Herde für die Gastronomie produziert und vertrieben.